# (12880) Juliegrady
(12880) Juliegrady (1998 QM25) – planetoida z pasa głównego asteroid okrążająca Słońce w ciągu 4,38 lat w średniej odległości 2,67 j.a. Odkryta 17 sierpnia 1998 roku.